# Édouard Bague
Pour les articles homonymes, voir Bague (homonymie).
Édouard Jean Bague (Paris 1er, 19 mai 1879 - Mer Méditerranée, 5 juin 1911), est un aviateur français, titulaire du brevet de pilote no 337, le 23 novembre 1910, connu pour ses tentatives de traversée de la Méditerranée par la voie des airs, dont la dernière lui sera fatale.

## Biographie
En mars 1911, il se lance dans un raid vers Tunis via Ajaccio, la Sardaigne et la Sicile au départ de Nice, mais au lieu de rejoindre Ajaccio, il posera finalement son appareil sur l’île de Gorgona, soit un parcours de 200 kilomètres.
Pour sa deuxième tentative de traversée de la Méditerranée, il pilote un monoplan à flotteurs et s'envole de Nice le 5 juin 1911 au petit matin pour rejoindre Tunis toujours via la Corse, la Sardaigne et la Sicile. Assistent à son départ quelques amis et son mécanicien Doucet, qui malheureusement ne le reverront jamais, Bague étant porté disparu le jour même de son départ, et les torpilleurs et contre-torpilleurs envoyés pour mener des recherches ne trouveront aucune trace de l'aviateur ou de son avion.
Le 24 juin 1911, un douanier de Palavas retrouvera une bouteille avec un message à l'intérieur :« Ma mort est due à un retour de flamme à l’aile gauche de mon carburateur » qui serait de Bague, ce dernier expliquant la raison de l'accident d'aéroplane dont il aurait été victime. Le lieu de la découverte semblant étrange et les explications pas convaincantes, c'est sans doute une mauvaise blague...